# Имани
Надя Младжао (фр. Nadia Mladjao; род. 5 апреля 1979), более известная как Имани (Imany) — французская певица. Её сценическое имя на суахили означает «вера». Дебютный альбом певицы, The Shape of a Broken Heart, выпущенный в 2011 году, получил платиновый статус во Франции и Греции, а также стал трижды платиновым в Польше.

## Биография
Родилась 5 апреля 1979 года в Мартиге в семье с Коморских островов.
В юности занималась прыжками в высоту. Провела 7 лет в США, прежде чем вернулась во Францию и начала карьеру певицы.

## Дискография

### Студийные альбомы
| Название                    | Детали                                                                             | Высшая позиция в чарте | Высшая позиция в чарте | Высшая позиция в чарте | Высшая позиция в чарте | Высшая позиция в чарте | Высшая позиция в чарте | Высшая позиция в чарте | Сертификации                       |
| Название                    | Детали                                                                             | FRA                    | BEL (Vl)               | BEL (Wa)               | GER                    | ITA                    | POL                    | SWI                    | Сертификации                       |
| --------------------------- | ---------------------------------------------------------------------------------- | ---------------------- | ---------------------- | ---------------------- | ---------------------- | ---------------------- | ---------------------- | ---------------------- | ---------------------------------- |
| The Shape of a Broken Heart | - Выпущен: 2011 - Лейбл: Think Zik! - Форматы: CD, цифровая дистрибуция            | 19                     | 55                     | 47                     | 47                     | 10                     | 4                      | 36                     | - FRA: Platinum - POL: 3× Platinum |
| Sous les jupes des filles   | - Выпущен: 26 мая 2014 - Лейбл: Idol - Форматы: CD, цифровая дистрибуция           | 84                     | —                      | 120                    | —                      | —                      | 16                     | —                      |                                    |
| The Wrong Kind of War       | - Выпущен: 26 августа 2016 - Лейбл: Think Zik! - Форматы: CD, цифровая дистрибуция |                        |                        |                        |                        |                        |                        |                        |                                    |
| Voodoo Cello                | - Выпущен: 3 сентября 2021 - Лейбл: Think Zik! - Форматы: CD, цифровая дистрибуция |                        |                        |                        |                        |                        |                        |                        |                                    |

### Мини-альбомы
- 2010: Acoustic Sessions
- 2016: There Were Tears

### Синглы

#### Собственные
| Сингл                          | Год  | Высшая позиция в чарте | Высшая позиция в чарте | Высшая позиция в чарте | Сертификации        | Альбом                      |
| Сингл                          | Год  | FRA                    | POL                    | ITA                    | Сертификации        | Альбом                      |
| ------------------------------ | ---- | ---------------------- | ---------------------- | ---------------------- | ------------------- | --------------------------- |
| «You Will Never Know»          | 2011 | 26                     | 5                      | 2                      | - FIMI: 2× Platinum | The Shape of a Broken Heart |
| «Please and Change»            | 2012 | —                      | —                      | 81                     |                     | The Shape of a Broken Heart |
| «The Good The Bad & The Crazy» | 2014 | 79                     | —                      | —                      |                     | Sous les jupes des filles   |

#### Синглы при участии Имани
| Сингл                                         | Год  | Высшая позиция | Высшая позиция | Альбом |
| Сингл                                         | Год  | FRA            | BEL (Wa)       | Альбом |
| --------------------------------------------- | ---- | -------------- | -------------- | ------ |
| «Le mystère féminin» (Kery James feat. Imany) | 2013 | 120            | 10 (Ultratip)  |        |